# La Raya de Santa María
La Raya de Santa María ist ein Corregimiento des Bezirks Santiago in der Provinz Veraguas in Panama. Bei der Volkszählung im Jahr 2023 hatte es 2109 Einwohner. Das Corregimiento erstreckt sich über eine Fläche von 67,3 km².

## Bevölkerung
Die folgende Tabelle zeigt die Bevölkerung des Corregimientos La Raya de Santa María, wie es in den Volkszählungen 2000, 2010 und 2023 erfasst wurde.
| Jahr         | 2000 | 2010 | 2023 |
| ------------ | ---- | ---- | ---- |
| Einwohner    | 3517 | 3268 | 2109 |
| davon Männer | 1811 | 1648 | 1124 |
| davon Frauen | 1706 | 1620 | 985  |

## Orte
Im Corregimiento La Raya de Santa María befinden sich folgende Orte:
- Bajo Grande
- Capellanía
- El Higo
- El Irlandés
- El Pedernal
- Finca El Rincón
- La Gallarusa
- La Raya de Santa María